# Caryocolum cauligenella
Caryocolum cauligenella – gatunek motyla z rodziny skośnikowatych i podrodziny Gelechiinae. Zamieszkuje palearktyczną Eurazję od Półwyspu Iberyjskiego po Iran.

## Taksonomia
Gatunek ten opisany został po raz pierwszy w 1863 roku przez Antona Schmida pod nazwą Gelechia cauligenella. Jako miejsce typowe ustalono zachodnie Niemcy. W 1870 roku Hermann von Heinemann przeniósł ów gatunek do rodzaju Lita. W 1925 roku Edward Meyrick umieścił go w rodzaju Phthorimaea. W 1953 roku Josef Wilhelm Klimesch przeniósł go do rodzaju Gnorimoschema. W 1958 roku w obrębie tegoż rodzaju wyróżniony przez Františka Gregora Jr i Dalibora Povolnego został podrodzaj Gnorimoschema (Caryocolum), do którego trafił omawiany takson. Do rangi rodzaju Caryocolum wyniósł ów podrodzaj w 1958 roku László Anthony Gozmány.
W 1988 roku Peter Huemer przy okazji rewizji rodzaju Caryocolum na podstawie morfologicznej analizy kladystycznej zaliczył C. cauligenella do grupy gatunków saginella wraz z C. inflativorella i C. saginella.

## Morfologia

### Owad dorosły
Samce osiągają od 5 do 6 mm, a samice od 4,5 do 6 mm długości skrzydła przedniego.
Głowa jest biała. Czułki są pozbawione grzebykowania. Głaszczki wargowe są odgięte, trójczłonowe, o ciemnobrązowym członie pierwszym i trochę krótszym od drugiego, ciemnobrązowo nakrapianym członem trzecim. Aparat gębowy ma ponadto dobrze wykształconą, prawie tak długą jak głaszczki wargowe ssawkę oraz czteroczłonowe głaszczki szczękowe.
Tułów jest biały z czarnym wierzchołkiem tarczki. Barwa podstaw teguli jest biała, zaś dalszych ich części ciemnobrązowa. Przednie skrzydła mają z wierzchu ciemnobrązowe tło z kremowym nakrapianiem, białawym z rozproszonymi łuskami brązowymi brzegiem grzbietowym oraz trzema niewyraźnymi przepaskami poprzecznymi barwy białej z jasnobrązowym nakrapianiem, umieszczony w ćwierci, połowie i czterech piątych długości skrzydła. Spód przednich skrzydeł jest szarawobrązowy. Łuski strzępiny są szare z białawymi czubkami. Skrzydła tylnej pary są jasnoszare z jasnoszarobrązowymi strzępinami. Odnóża są ciemnoszarobrązowe z szarymi wnętrzami ud przedniej i drugiej pary, białoochrowymi udami trzeciej pary oraz białawym nakrapianiem na goleniach. Odwłok jest ciemnoszarawobrązowy z białawą do ochrowobiałej kępką analną.
Genitalia samca są większe niż u podobnej C. saginella. Mają szeroki unkus, uzbrojoną licznymi kolcami zawieszkę, szeroką u podstawy i równomiernie zwężoną ku lekko zakrzywionemu wierzchołkowi walwę, szeroki i spiczasty sakulus z zaokrąglonym grzbietem i piłkowanym spodem, sakus o długości równej odległości od przedniej krawędzi winkulum do szczytu walwy, smukły edeagus z lekko zakrzywionym, uzbrojonym w drobne ciernie wierzchołkiem oraz tylną krawędź winkulum z dwoma parami wyrostków, z których środkowe są szerokie i zaokrąglone, a boczno-środkowe niewyraźnie wykształcone.
Odwłok samicy ma ósmy segment pozbawiony wyrostków, zaopatrzony w niewyraźne fałdy brzusznośrodkowe, otaczające ostium torebki kopulacyjnej. Długość przedniej gonapofizy jest równa długości tegoż segmentu. Przedsionek genitaliów jest krótki, na przedniej krawędzi pośrodkowo wykrojony. Przewód torebki kopulacyjnej ma parę rozszerzonych w tyle sklerotyzacji bocznych, dochodzących do środkowej ⅓ długości gonapofiz przednich. Znamię torebki jest dłuższe i smuklejsze niż u C. saginella, silniej zakrzywione hakowato.

### Larwa
Gąsienice osiągają do 7,5–8,5 mm długości ciała. Ubarwienie mają matowo jasnozielone z brązową głową. Na pierwszym segmencie tułowia widnieją dwa czarnobrązowe znaki, śródgrzbietowo oddzielone wąską, jasną linią tła.

## Ekologia i występowanie

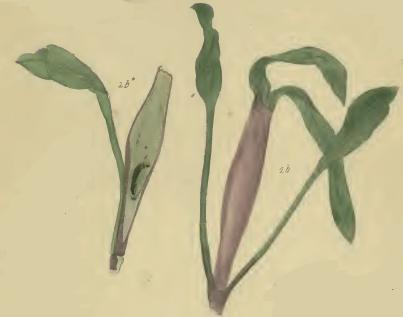
Galas na pędzie lepnicy, ryc. z publ. Staintona

Występuje jedno pokolenie w ciągu roku. Osobniki dorosłe latają od czerwca do sierpnia. Gąsienice klują się przed nadejściem zimy i hibernują. Żerują od kwietnia do czerwca, rzadziej do lipca. Są monofagicznymi endofitofagami. Ich roślinami pokarmowymi są lepnice, w tym lepnica rozdęta, lepnica wąskopłatkowa, lepnica karpacka, lepnica francuska, lepnica zamknięta, Silene longicilia i Silene portensis. Gąsienice odżywiają się wewnątrz pędów rośliny, indukując powstawanie podłużnych galasów o szerokości przekraczającej dwukrotność normalnej szerokości pędu. Wewnątrz galasa znajduje się pusta przestrzeń, na której dolnym końcu gromadzą się odchody. Rośliny pod wpływem żerowania ulegają deformacji. W pełni wyrośnięta gąsienica opuszcza galas, wypada do gleby i tam się przepoczwarcza.
Owad palearktyczny. Znany jest z Portugalii, Hiszpanii, Wielkiej Brytanii, Francji, Belgii, Holandii, Niemiec, Szwajcarii, Austrii, Włoch (w tym z Sycylii), Danii, Szwecji, Norwegii, Finlandii, Estonii, Łotwy, Polski, Czech, Słowacji, Węgier, Słowenii, Serbii, Czarnogóry, Grecji, Izraela i Iranu.